# ألويس هتلر
ألويس هتلر (ولد ألويس شيكلغروبر؛ 7 يونيو 1837 – 3 يناير 1903 بالنمسا). كان موظفاً في الجمارك النمساوية، معروف بكونه والد أدولف هتلر.
في 7 يناير 1885 تزوج ابنة أخيه أو بنت ابنة أخيه (اعتمادا على ما إذا كان والد ألويس هو يوهان جورج فون أو يوهان نيبوموك) كلارا هتلر، التي ولد معها خمسة أطفال، وصل منهم لسن البلوغ اثنين فقط: أدولف هتلر وباولا.
في صباح يوم 3 يناير 1903، ذهب الويس للحانة كعادته ليحتسي كأس من النبيذ، بدأ في مطالعة الصحف، وانهار هناك. واقتيد إلى غرفة مجاورة، وأحضر الطبيب، لكن ألويس هتلر فارق الحياة، على الأرجع بسبب الانصباب الجنبي، في سن 65 عاما.